# Brocher
Pour les articles homonymes, voir Brocher (homonymie).

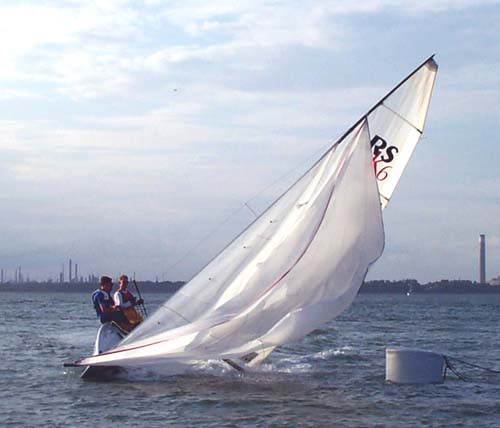
Brochage d'un RS K6 (quillard).

Un voilier broche lorsque sa course change brusquement à la suite d'une inclinaison trop forte du gouvernail ou de sa sortie de l'eau. La situation peut se produire lorsqu'une rafale de vent incline soudainement le bateau, ne permettant plus au gouvernail de contrôler la direction du navire. Ce dernier change alors soudainement de cap dans le sens du vent. Au cours d'un brochage, la force aérodynamique sur le gréement dépasse brusquement et largement la force hydrodynamique sur la coque auparavant à l'équilibre.

## Description
Un voilier peut brocher à cause des conditions de vent, de vagues ou d'une combinaison des deux.
Pour les petits bateaux et les canots de sauvetage, brocher peut conduire au chavirage voir à la destruction de partie du gréement,.
Dans de plus grands bateaux brocher peut incliner le mât à l'horizontal, mettant le gréement et les membres d'équipage en danger. Brocher peut être particulièrement dangereux lors de courses ou des embarcations sont proches les unes des autres. 

## Conditions de mer

### Brochage par le vent
Le brochage causé par l'action du vent peut se produire lorsqu'un navire s'éloignant du vent voit ses voiles brutalement mobilisée par une rafale, faisant basculer l'embarcation. Le gouvernail, initialement dans une position verticale adopte une orientation horizontale et perd de sa capacité à contrôler la direction du navire. Avec la perte de contrôle directionnel, le navire pivote dans le sens du vent.  Au cours du processus, le navire peut s'incliner près de l'horizontale et éventuellement chavirer. La perte de contrôle peut être précédée par des oscillations du mât ou du cap du navire, liées aux tentatives du pilote de maintenir le contrôle.

### Brochage par la houle
Tout navire se déplaçant dans la même direction et à une vitesse proche de celle des grosses vagues risque de perdre le contrôle directionnel. Près de la crête d'une grande vague, le mouvement de l'eau de la partie supérieure de la vague est dans la même direction que le cap du navire et sa vitesse peut être proche de celle du navire. Les différences de vitesse au sein de la vague sont responsables lors du passage de celle-ci d'une diminution de la vitesse relative du gouvernail dans l'eau environnante. Le gouvernail perd alors en efficacité et le cap peut être compromis. Le navire est également susceptible de basculer voir de chavirer. L'action des vagues peut également être l'élément déclencheur d'un brochage par le vent.

## Death roll
Dans un bateau à quille, un death roll se produit quand un voilier broche et que le tangon de spi se retrouve dans l'eau. La bôme et la grand-voile tendent alors à balayer le pont avec violence et à s'immerger à leur tour (empannage incontrôlé brutal). Le death roll peut entraîner la destruction du tangon de spi et le démâtage du bateau. Des blessures graves à l'équipage sont possibles en raison de l'action rapide et incontrôlée de la bôme.
Pour les marins en dériveur, un death roll est un type d'oscillation habituel dans les situations de vent arrière. Cela peut entraîner et entraîne souvent un chavirement si le skipper ne prend pas de mesures rapides pour l'empêcher.